# Sci (trójznak)
Sci – trójznak występujący w języku włoskim.

## Użycie
Jest trójznakiem występującym przed samogłoskami.
Oznacza dźwięk polskiego sz. W międzynarodowym alfabecie fonetycznym oznaczany jest znakiem [ʃ]. Zapisuje się go przed a, o, u, rzadziej e (np. w słowie scienza, wym. szenca – nauka), gdyż najczęściej występuje pod postacią dwuznaku sc wraz z literą i. Nie pełni funkcji trójznaku w słowie sciare (wym. szi·a·re) – jeździć na nartach, gdyż wymowa brzmi [ʃiˈa:re].